# Történelmi revizionizmus
A történelmi revizionizmus a tudományosan, politikailag és társadalmilag elismert történelemszemlélet újraértelmezésére (revíziójára) irányuló kísérletekre utal, a történelmi események olyan magyarázatára vagy értelmezésére, amely a jelenlegi történettudománytól jelentősen eltér. Olyan történelemszemléleti megközelítésekre utal, amelyek többé-kevésbé egyértelműen hamisító jellegűek.

## Németország
Amikor a német történelemről van szó, a történelmi revizionisták elsősorban a két világháború okait, folyamatait és következményeit próbálják újraértelmezni. Jellemzően tagadják a német kormányok háborúval kapcsolatos felelősségét, és gyakran felállítják az egykori német területekre vonatkozó igényeket. Sokan közülük tagadják, elbagatellizálják a nemzetiszocializmus bűneit és tagadják vagy más perspektívába helyezik a holokausztot (→ Holokauszttagadás). Céljuk a német háborús bűnösség elbagatellizálása. 

## Szovjetunió és Oroszország
A Szovjetunió gyakran folyamodott a hivatalosan elfogadott történelemszemlélet megváltoztatásához, hogy az megfeleljen az állampolitika nézeteinek. 
A Szovjetunió és az 1991 utáni Oroszország történelme reviziójának folyamata a 2010-es években, a kelet-ukrajnai háború után újraindult, és a 2022-es Ukrajna elleni inváziója után felerősödött. 2021 júniusában az Emberi Jogok Nemzetközi Szövetsége (FIDH) jelentése megállapította, hogy az orosz hatóságok politikai célokból kifolyóan szándékosan torzítják el Oroszország 20. századi történelmét. Az orosz történelem tankönyvek jelentős változásokon mentek keresztül.

## Franciaország
Franciaországban a történelmi revizionizmus leginkább Bonaparte Napóleon történelmi szerepének eltorzítására, az ország gyarmati múltjának, a Vichy-kormánynak a korabeli német bűnökben való részvételére, valamint a mai, szélsőjobb Nemzeti Tömörüléshez közel álló emberek negationizmusára (népírtás tagadása) irányul.

## Japán
Japánban a történelmi revizionisták megpróbálják lekicsinyelni a Japán Birodalom háborús bűneit, mint például a nankingi mészárlást, és a második világháborúban a Kína elleni japán inváziót a nyugati imperializmus elleni indokolt reakcióként ábrázolják. Az első kínai-japán háborút is néha újraértelmezik Japán javára.

## Törökország
Az Oszmán Birodalomban végbemenő örmény népirtást (1915–1917) hivatalosan tagadják a mai Törökországban. Ez meghatározza az iskolai történelemórákat is, azokban a török iskolákban is, amelyekbe túlnyomórészt örmények járnak. Az emberi jogi szervezetek ezt az állam által kikényszerített történelemszemléletet török történelmi revizionizmusnak nevezik.